# Стратия Мазгалов
Стратия Иванов Мазгалов е български офицер, загинал през Първата световна война.

## Биография
Стратия Мазгалов е роден в Търново Сеймен, днес Симеоновград. Постъпва на служба в 1-ва картечна рота на  30-и Пехотен шейновски полк на млада възраст. 

## Смърт
През месец септември 1918 г. Съглашенските войски започват настъпление за изваждане на България от войната. Основният удар е насочен към районът на Добро поле.  На 14 септември 2 френски и 3 сръбски дивизии атакуват целият участък на защитаващите го 10-и, 29-и, 30-и и 32-ри полкове. Срещу 30-и полк действа цялата френска 122-ра дивизия. В крайна сметка след тежки боеве малобройните български части са принудени да отстъпят. Изключение правят войниците от взвода на поручик Мазгалов и няколко души от 3-ти взвод на същия полк. Въпреки численото превъзходство, малкото българи използващи всяко налично оръжие, отбиват атаките на неприятелските части, които прибягват и до хвърляне на бутилки с отровен газ, но без успех. Едва когато донасят огнепръскачки - ново и непознато за обикновените войници оръжие, и подпалват картечното гнездо успяват да сломят съпротивата. Само двама души имат късмет да се измъкнат през амбразурата и по този начин да оцелеят. 
За подвига на храбрите български войници, френският капитан Рениери пише:
| „ | Българските войници предпочетоха да бъдат изгорени с огнепръскачки, но не се предадоха. | “ |